# Livre libano-syrienne

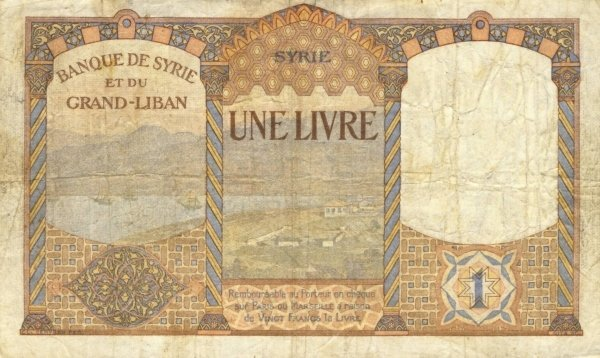
Billet de 1 livre de la Banque de Syrie et du Grand Liban, 1939.

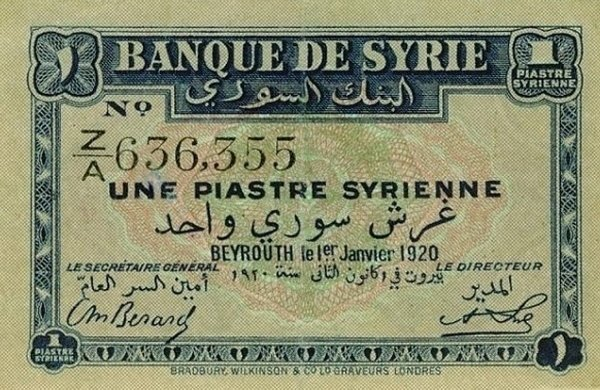
Billet de 1 piastre de la Banque de Syrie (Beyrouth, 1920).

La livre libano-syrienne (abrégé « LLS »), officiellement appelée « livre syrienne » jusqu'en 1924, est une monnaie qui fut créée le 31 mars 1920 par l'arrêté no 129 du haut-commissaire Gouraud pour remplacer la livre égyptienne dans les Mandats français au Levant ; le privilège de son émission était confié par cet arrêté à la Banque de Syrie et du Liban (qui s'appelait alors « Banque de Syrie »), et sa valeur fixée à 20 francs payables en chèque sur Paris. 
La livre était divisée en 100 piastres.
Elle ne circula pas dans l'éphémère royaume arabe de Syrie, du 8 mars au 25 juillet 1920, où fut envisagé le dinar or.
La livre fut émise en deux séries de pièces et de billets de même type à partir de 1924 dans les territoires de l'État du Grand Liban, l'État des Druzes et la Fédération syrienne, l'une des deux séries portant en tête le nom de « Grand Liban », l'autre le nom de « Syrie », comme stipulé par une convention conclue le 23 janvier de la même année entre, d'une part, les représentants de ces États et de cette Fédération et, d'autre part, les représentants de la Banque de Syrie, « sous l'égide du Haut-Commissariat de la République française et avec l'approbation du ministère des Finances français », et qui concédait le privilège exclusif de l'émission de la monnaie à la banque pour quinze années à compter du 1er avril. Ces deux séries devaient circuler indifféremment sur les territoires signataires sans que le montant des billets en circulation pût dépasser 25 millions de livres.
Entre 1941 et 1944 furent frappées des monnaies de nécessité dans des ateliers locaux.
La rupture monétaire entre le Liban et la Syrie intervient en février 1948.